# Stade Philippidès
Le stade Philippidès est le principal stade d'athlétisme de la ville de Montpellier. Il s'agit d'un stade universitaire, il appartient à l'Université de Montpellier et sert de lieu d'enseignement pour l'UFR STAPS.
La gestion du stade a été attribuée, par convention (sous forme d'AOT), à la fois à l'université pour une utilisation pédagogique en journée et à la ville de Montpellier qui en assure l'entretien, le gardiennage et l'ouverture aux clubs d'athlétisme et au public en soirée et le week-end.

## Description
Inauguré en 1988 afin de doter l'UFR STAPS et le CREPS de Montpellier d'infrastructures pour l’athlétisme, il est doté d'une tribune de 1 200 places. 
Son aire de jeu est constitué d'une aire centrale gazonnée de 9 200 m² entourée d'une piste d'athlétisme de 400 m comprenant huit couloirs.
Le stade Philippidès est équipé pour organiser des manifestations internationales, et a déjà accueilli plusieurs évènements tels des meetings internationaux, le marathon de Montpellier, les championnats de France universitaires, et a servi de base d'entraînement à de nombreux athlètes préparant des compétitions nationales, européennes, et même mondiales (sprinters de l'équipe de France). Il est également utilisé par le centre d'entraînement permanent des épreuves sportives combinées.
Fin 2011-début 2012, la piste est entièrement rénovée (la surface est refaite à neuf, des couloirs sont ajoutés, la surface de pratique pour le javelot et le saut en longueur est augmentée) et une piste de jogging souple de 550 mètres est ajoutée.
À l'été 2022 la piste est à nouveau rénovée et devient bleue.